# Corse-du-Sud
Corse-du-Sud (hrv. Južna Korzika, kor. Corsica suttana) je departman koji čini južni dio otoka Korzike.

## Povijest
Departman Corse-du-Sud stvoren je podjelom Korzike 1. siječnja 1976., primjenom zakona koji je prihvaćen 15. svibnja 1975. Granice departmana odgovaraju granicama bivšeg departmana Liamone, koji je postojao od 1793. do 1811. godine.

## Zemljopis
Corse-du-Sud dio je francuske regije Korzike koja ima poseban status teritorijalne zajednice (collectivité territoriale). Ovaj departman graniči s departmanom Haute-Corse koji čini sjeverni dio otoka. Departman s tri strane okružuje Sredozemno more.

## Vanjske poveznice
- Prefektura departmana Corse-du-Sud  Arhivirana inačica izvorne stranice od 12. kolovoza 2011. (Wayback Machine)
- Generalno vijeće departmana Corse-du-Sud  Arhivirana inačica izvorne stranice od 3. veljače 2011. (Wayback Machine)
- Sveučilište departmana Corse-du-Sud i Haute-Corse

|  | Portal Francuske – Pristup člancima s tematikom o Francuskoj. |